# José Esteve Edo

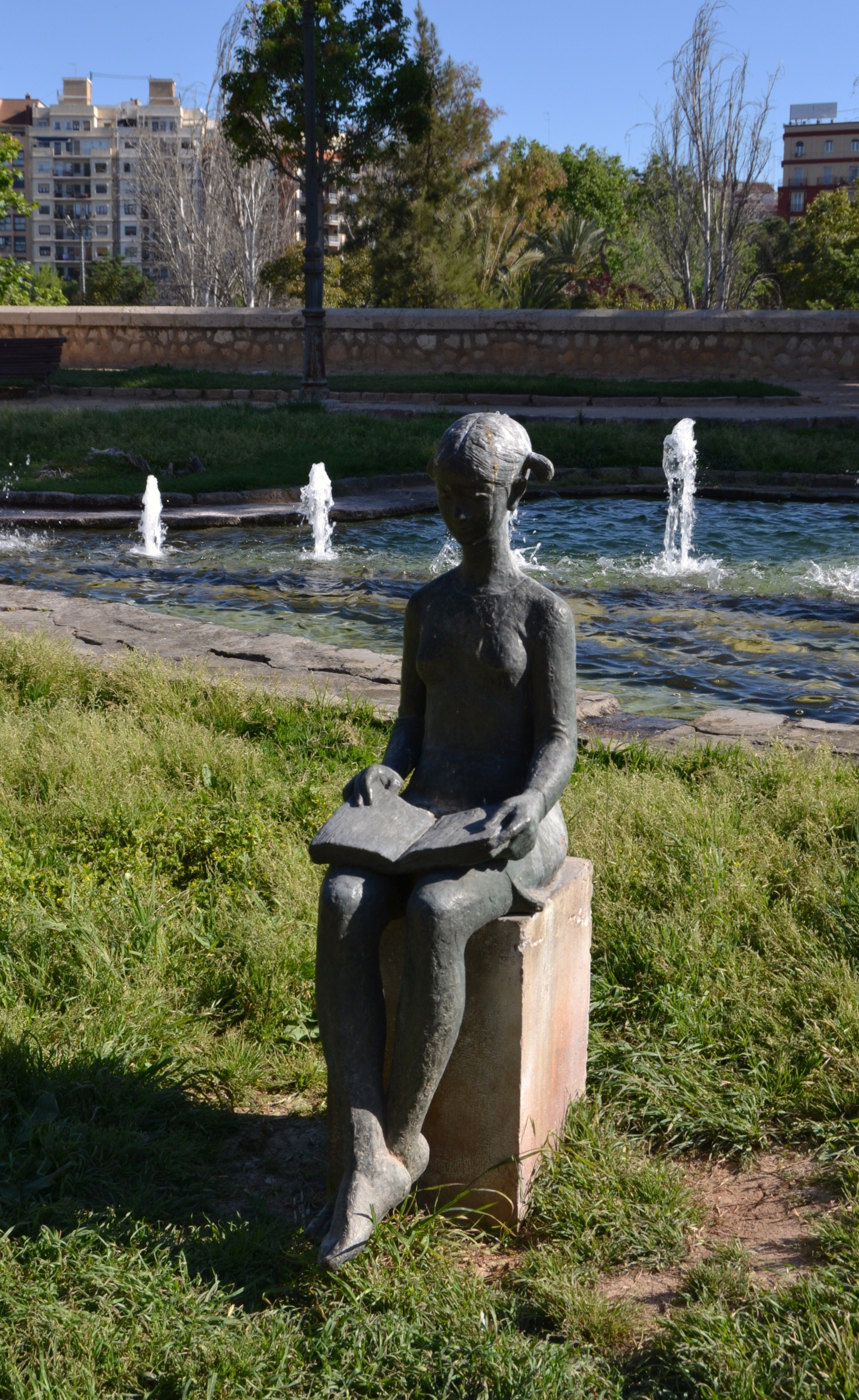
Imatge de l'obra "Xiqueta de les cues", obra d'Edo, situada al jardí de l'Alberedeta de Serrans.

José Esteve Edo va ser un escultor valencià (València, 3 de març de 1917 - ValènciaValència, 2 de novembre de 2015) membre de la Reial Acadèmia de Belles Arts de Sant Carles de València des de 1979.
A la ciutat de València hi ha diferents escultures que són obra seva, a més de tindre un carrer amb el seu nom.
També a Algemesí, concretament a la Parròquia Maria Auxiliadora, hi ha la imatge de la titular (Maria Auxiliadora) i d'un Crist, que són obra seua.
El 1968, a Madrid, va guanyar el primer premi d'escultura a la XVIII Exposición de Pintores de África amb l'escultura Maternidad.
L'any 1969 l'ajuntament de València va realitzar una exposició antològica sobre la seva obra.
L'any 1972 se li encarrega una imatge de Crist Crucificat de grans dimensions per a l'altar major en l'Església de la Santíssima Trinitat i Sant Josep en la Pobla de Vallbona, i que, en l'actualitat, està situada en la Capella de la Comunió.
El 1973 va ser guardonat amb la medalla d'escultura al XXXII Salón de Otoño del Círculo de Bellas Artes de Palma.
El setembre de l'any 2009 es va exposar part de la seva obra a Taiwan a una exposició col·lectiva juntament amb altres nou artistes valencians. El 2010 va donar part de la seva obra al museu de Nules. El 2017 l'exdirector del museu de l'Almodí de Xàtiva dona un mural seu al museu de Belles Arts de València